# Bugspriet

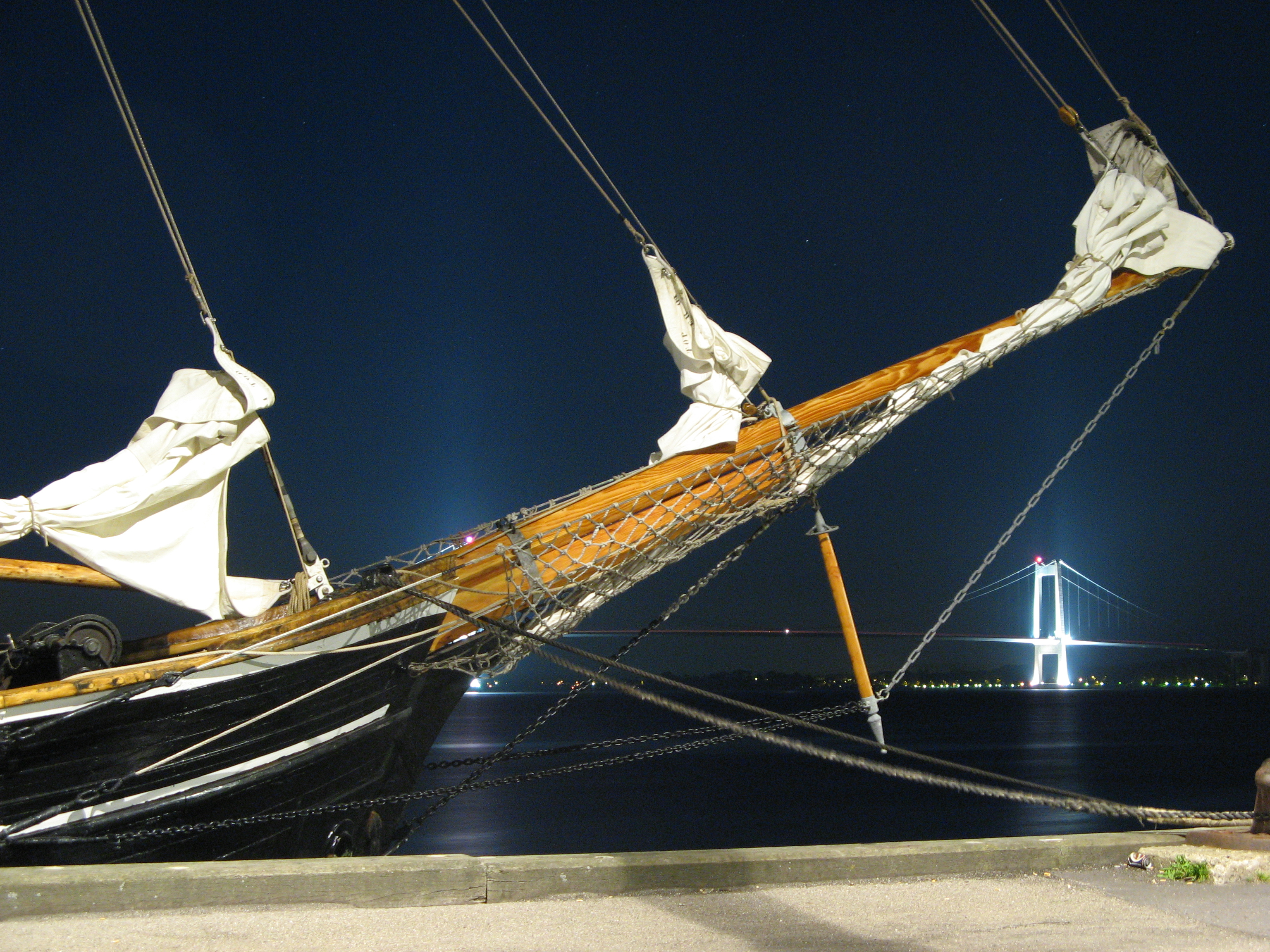
Bugspriet und (darüber) der Klüverbaum der Albatros

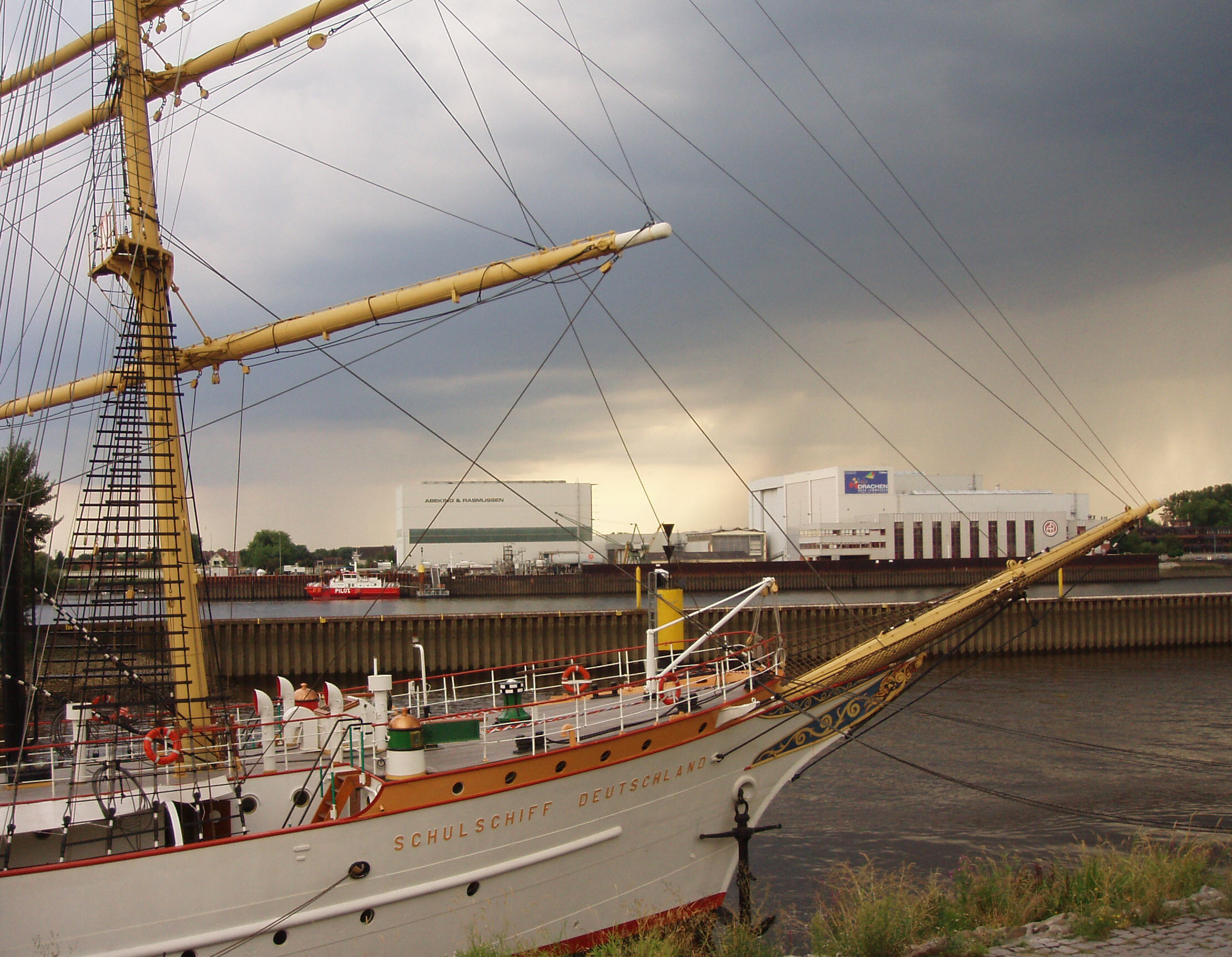
Metallener Bugspriet ohne Klüverbaum des Schulschiffes Deutschland

Das oder der Bugspriet (/ˈbuːkˌʃpriːt/) ist eine fest mit dem Rumpf eines Segelschiffes verbundene, über den Vorsteven bzw. das Galion hinausragende starke Spiere. Heute dient der Bugspriet meist nur noch als Ankerhalterung.

## Historische Segelschiffe
Historisch wird am Bugspriet das Vorstag zum Abstützen des Fockmastes angeschlagen. Der Bugspriet ragt meist zentral in spitzem Winkel gegenüber der Horizontalen in Längsschiffsrichtung über den Bug hinaus. Er kann bei kleineren Fahrzeugen auch horizontal und dezentral angeordnet sein. Bugspriete waren früher aus Holz, ab dem 19. Jahrhundert werden auch Hohlkörper aus Stahl oder Aluminium verwendet.
Auf größeren Schiffen ist der Bugspriet mit einer weiteren Spiere, dem Klüverbaum, über ein Eselshaupt verbunden. Der Klüverbaum war auf einigen Seglern einziehbar. Eine Bugspriet-Klüverbaum-Kombination, die aus einem Stück Stahlblech gefertigt ist, nennt man Pfahlbugspriet. Er ist auf Windjammern zu finden. Zwischen Fockmast und Bugspriet bzw. Klüverbaum können ein oder mehrere Stagsegel gefahren werden. Am Bugspriet setzen zum Kräfteausgleich meist Stampfstage an. Oft ist unter dem Bugspriet ein Sicherheitsnetz aufgespannt.
Bei einigen historischen Segelschiffstypen wurden unter dem Bugspriet ein bis zwei Rahsegel, Blinde und Oberblinde, gesetzt. An einem eventuellen Sprietmast, einem auf den Bugspriet aufgesetzten kleinen Mast, wurde ebenfalls ein kleines Rahsegel mit der Bezeichnung Oberblinde gefahren. Bugspriete von historischen Schiffstypen wie Galeonen und Fregatten wiesen meist einen deutlich größeren Winkel gegenüber der Horizontalen auf als die von späteren Seglern.

## Moderner Yachtbau

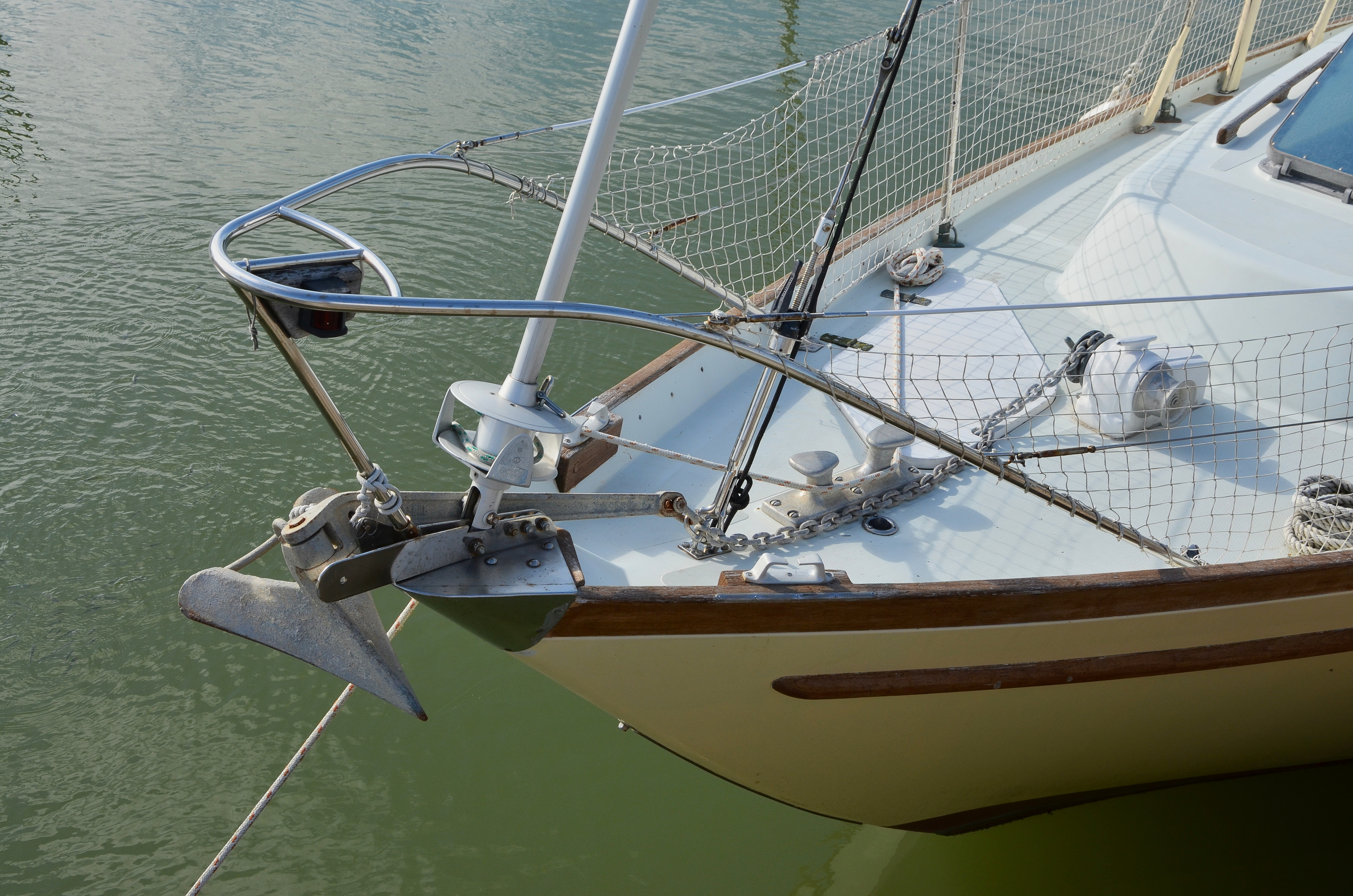
Bugspriet mit Anker einer Segelyacht

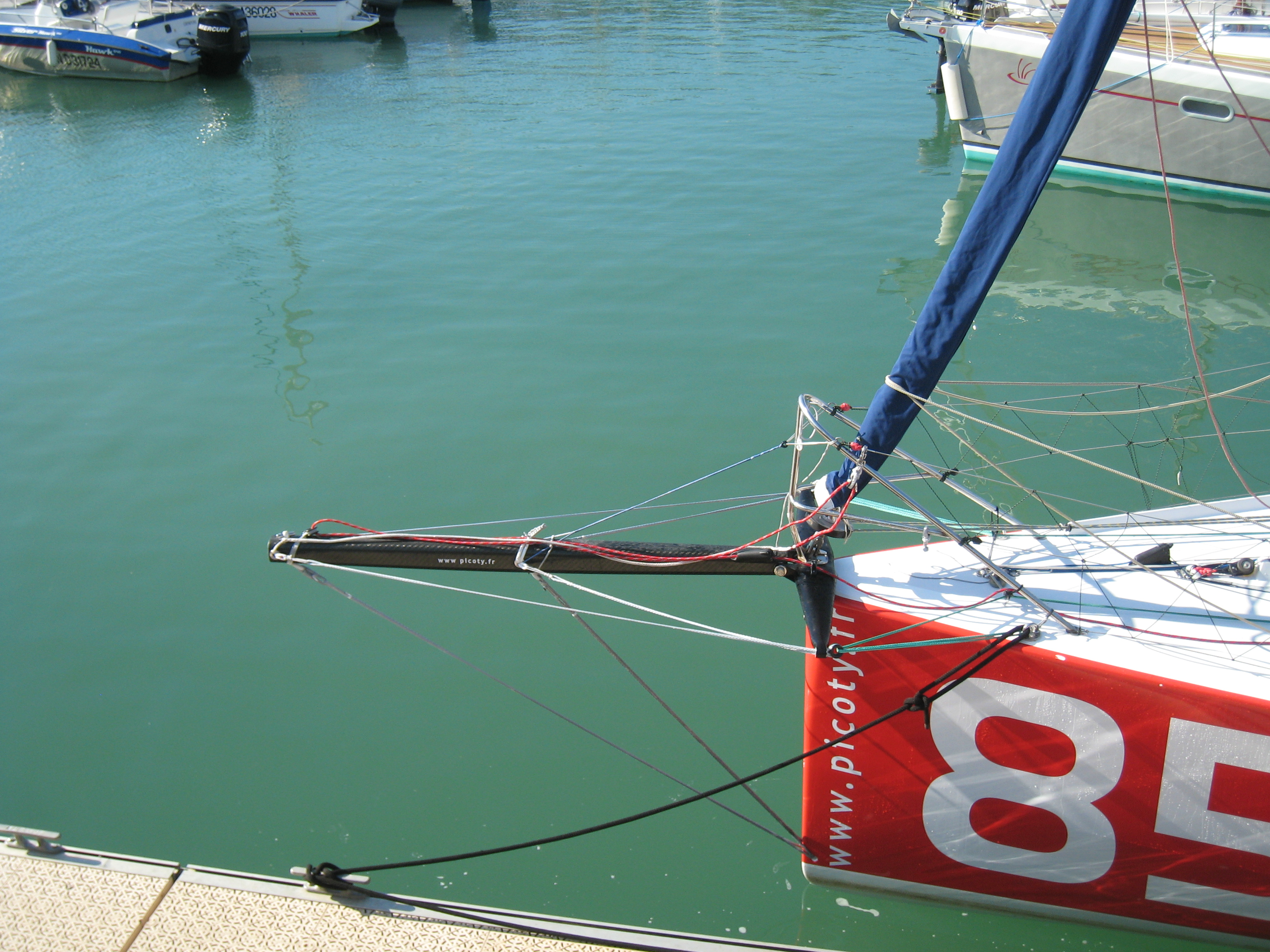
Gennakerbaum einer modernen Rennyacht. Am „Rüssel“ wird ein Gennaker gefahren

Heutige Segelyachten besitzen weder einen klassischen Bugspriet noch einen Klüverbaum. Der Bugspriet ist heute die metallene Bugverlängerung, auf der der Buganker aufbewahrt wird. Mit der Ankerwinsch knapp hinter dem Bug kann der Anker auf- und abgelassen werden, bleibt aber während der Fahrt und im Hafen in seiner Klüse liegen. Der Bugspriet dient meistens auch als Trittstufe, wenn mit dem Bug gegen den Steg angelegt wird. Das Vorstag – meist mit einer Rollreffanlage ausgerüstet – wird kurz hinter dem Bug über dem Bugspriet angeschlagen.
Insbesondere Rennyachten besitzen oft zusätzlich eine ausfahrbare Spiere am Bug oder knapp darunter, an der der Hals eines asymmetrischen Vorwindsegels (Gennaker oder Blister) angeschlagen wird. Entsprechend heißt diese dann Gennakerbaum oder Blisternase.